# Zusatzweiterbildung Geriatrie
Die Zusatzweiterbildung Geriatrie ist eine in der  Musterweiterbildungsordnung der deutschen Bundesärztekammer von 2018 (MWBO) aufgeführte Zusatzweiterbildung im Bereich Geriatrie.

## Definition
Die Zusatzweiterbildung Geriatrie umfasst in Ergänzung zu einer Facharztkompetenz die Vorbeugung, Erkennung, konservative und interventionelle Behandlung unter Einbezug von Palliation und Rehabilitation körperlicher und seelischer Erkrankungen im biologisch fortgeschrittenen Lebensalter mit dem Ziel der Erhaltung und Wiederherstellung größtmöglicher Selbstständigkeit und Lebensqualität.

## Mindestanforderung
Um die Zusatzbezeichnung Geriatrie führen zu dürfen, müssen Ärzte
- über die Facharztanerkennung im Gebiet Allgemeinmedizin, Innere Medizin, Neurologie, Physikalische und Rehabilitative Medizin oder Psychiatrie und Psychotherapie verfügen

und zusätzlich
- 18 Monate Geriatrie unter Befugnis an Weiterbildungsstätten absolvieren.[1]

Bei der Anmeldung zur Weiterbildungsprüfung müssen der zuständigen Ärztekammer sämtliche Nachweise über die erfüllten Mindestanforderungen vorgelegt werden. Dazu gehören auch die Logbuch-Dokumentationen über alle durch die MWBO vorgegebenen Inhalte der Weiterbildung.

## Inhalte der Weiterbildung
Bei der Weiterbildungsprüfung muss man darlegen können, dass man Kenntnisse, Erfahrungen und Fertigkeiten unter anderem in folgenden Bereichen erlangt hat:
- Management der Komplexität bei Multimorbidität
- Ernährungsberatung und Ernährungstherapie
- Anleitung eines interdisziplinären und interprofessionellen Teams bei geriatrischen Fragestellungen
- Geriatrisches Assessment zur Erfassung und Verlaufsbeurteilung organischer, motorischer, funktioneller, emotioneller und kognitiver Funktionseinschränkungen
- Prophylaxe, Diagnostik, prognostische Einschätzung und Therapie bei geriatrischen Syndromen
  - Ernährungsstörungen und Sarkopenie
  - Gebrechlichkeit (Frailty)
  - lokomotorische Probleme und Stürze
  - verzögerte Remobilität/Immobilität und Dekubitus
  - Harninkontinenz und Stuhlinkontinenz
  - kognitiv-neuropsychologische Störungen einschließlich Delir, Depression und Demenz
  - metabolische Instabilität einschließlich Altersdiabetes und Anämie
  - Multimorbidität, Polypharmazie und verzögerte Rekonvaleszenz
  - Exsikkose und Elektrolytstörung
  - chronische Schmerzen
- Erstmaßnahmen und Indikationsstellung zur weiterführenden Therapie bei typischen Notfällen im Alter, z. B. Herzinfarkt, Lungenembolie, akute Blutung, Synkope, Schlaganfall, Epilepsie, Delir, Sturz, Fraktur
- Rehabilitationsplanung und Therapieorganisation
- Einleitung von Reintegrationsmaßnahmen einschließlich Nutzung externer Hilfen
- Ethische und palliativmedizinische Aspekte
  - Beratung zum Willen des Patienten
  - Priorisierung evidenzbasierter Verfahren hinsichtlich Prognose, Praktikabilität und Patientenwunsch
  - Symptomkontrolle bei Palliativpatienten im Alter
- Beratungen
  - Hygieneberatung
  - Inkontinenzberatung
  - Sturzprophylaxe
  - Beratung bezüglich besonderer Aspekte der Heil- und Hilfsmittelversorgung.[1]

Die Inhalte der Musterweiterbildungsordnung sind allerdings nur eine Empfehlung für die rechtsverbindlichen Weiterbildungsordnungen der Landesärztekammern, die hiervon abweichende Regelungen treffen können.